# Oxyria caucasica
Oxyria caucasica är en slideväxtart som beskrevs av J. Chrtek & M. Sourkov&á. Oxyria caucasica ingår i släktet fjällsyror, och familjen slideväxter. Inga underarter finns listade i Catalogue of Life.